# Vĩnh Thiện
Vĩnh Thiện (tiếng Trung phồn thể: 永善县, giản thể: 永善縣, Hán Việt: Vĩnh Thiện huyện) là một huyện tại địa cấp thị Chiêu Thông, tỉnh Vân Nam, Cộng hòa Nhân dân Trung Hoa. Huyện này có diện tích 2.833 km², dân số năm 2003 là 410.000 người. Huyện lỵ đóng ở trấn Khê Lạc Độ. Công trình thủy điện lớn thứ 3 thế giới, thứ 2 ở Trung Quốc (sau đập Tam Hiệp) là Nhà máy thủy điện Khê Lạc đang được xây dựng ở trấn Lạc Độ và huyện Lôi Ba của Tứ Xuyên với đập hẻm núi Khê Lạc Độ.

## Các đơn vị hành chính
- 8 trấn: Khê Lạc Độ (溪洛渡), Cối Khê (桧溪), Vụ Cơ (务基), Hoàng Hoa (黄华), Liên Phong (莲峰), Mậu Lâm (茂林), Đại Hưng (大兴) và Mã Khẩu (码口).
- 7 hương: Đoàn Kết (团结), Tế Sa (细沙), Thanh Thắng (青胜), Mã Nam (马楠), Thủy Trúc (水竹), Mặc Hàn (墨翰) và Ngũ Trại (伍寨).